# New Game +
New Game + je herní pořad autorské dvojice Alžběta Trojanová a Mikoláš Tuček vysílaný v roce 2019 na Televizi Seznam zaměřený na recenze, žebříčky, novinky, reportáže a zajímavosti z herního světa. Premiérový díl byl odvysílán na Televizi Seznam 21. března 2019 v 18.00. Týdeník byl vysílán vždy ve čtvrtek v 18.00 na Televizi Seznam, nyní se vysílají pouze rekapitulace předchozích dílů. V archivu jej najdete v on-line vysílání Televize Seznam nebo na Stream.cz. Po odvysílání pořadu následovala v 18.45 živá debata na platformě Twitch s tvůrci pořadu Alžbětou Trojanovou a Mikolášem Tučkem, ve které byl prostor na divácké dotazy.
Od července 2019 se pořad přestal vysílat. Původní informace o prázdninové pauze se v roce 2020 změnily v definitivní zrušení pořadu a změna formátu na New +. Poslední díl byl odvysílaný 11. července 2019 kvůli propadající sledovanosti. Ta přitom začínala u prvních tří dílů u 30 000 diváků. Poslední díly nedokázaly překročit ani hranici 10 000 diváků.

## Autoři a moderátoři
- Alžběta Trojanová dříve pracovala jako šéfredaktorka serveru Hratelně.cz a moderátorka pořadu Re-play.
- Mikoláš Tuček účinkoval také v pořadech Re-play, Game Page, SCORE live, Applikace a FRAG live. Několik let vedl časopis Score z pozice šéfredaktora.[7]

## Redakce New Game +
Na vzniku jednotlivých rubrik se podíleli externí redaktoři pod vedením Alžběty Trojanové. Patřili sem Melichar Oravec (FlyGunCZ), Radek Starý (Sterakdary), Zuzana Cinková (Baty Alquawen), Jana Kilianová (megayuffie), Barbara Hacsi (barbarahacsi), Šárka Tmějová (still_not_sane), Petr Ciesarík (cisi82), Zbyněk Povolný (zypomann), Václav Pecháček (ingiecz), Miroslav Ježek, Tomáš Baksa (bajtygame) a Michael Irišek (michaelirisek).  

## Rubriky pořadu
- Recenze
- Recenze +
- Rozhovor s hostem
- Diskuze
- TOP 5
- Soutěž